# Joodse begraafplaats (Rhenen)
De Joodse begraafplaats in Rhenen ligt aan Lupinestraat. Het is een kleine privébegraafplaats van de familie Frank. Er staan drie grafstenen, die alle drie de familienaam Frank dragen.
Er hebben meer Joden in Rhenen gewoond dan de leden van deze familie. De eerste Joden zouden zich in de tweede helft van de 17de eeuw in Rhenen hebben gevestigd. In 1821 werd Rhenen een bijkerk van de Ringsynagoge Veenendaal. De gemeente had echter geen eigen begraafplaats, maar gebruikte de begraafplaats in Wageningen. Nog voor de Tweede Wereldoorlog werd de Joodse gemeente van Rhenen opgeheven.
De begraafplaats van Rhenen werd in 1891 gesticht door de slager Jacob Frank. Het was de bedoeling dat de begraafplaats ook door andere Joden uit Rhenen en uit Lienden zou worden gebruikt, maar om onbekende redenen is dat nooit gebeurd. Naast Jacob Frank werden alleen zijn broer Abraham en zijn zoon David op de begraafplaats begraven.

De begraafplaats is afgesloten met een hekwerk. Aan weerszijden van het hekwerk zijn twee stenen ingemetseld. De linkersteen draagt de tekst: 
De Eerste Steen Gelegd door J.Frank 1 Mei 1891 Stichter Eigenaar van deze Begraafplaats

De rechtersteen draagt de tekst: 
Zoo kwijnt alle vleesch te gader en keert de mensch tot stof weder (Job 34,15)

## Fotogalerij

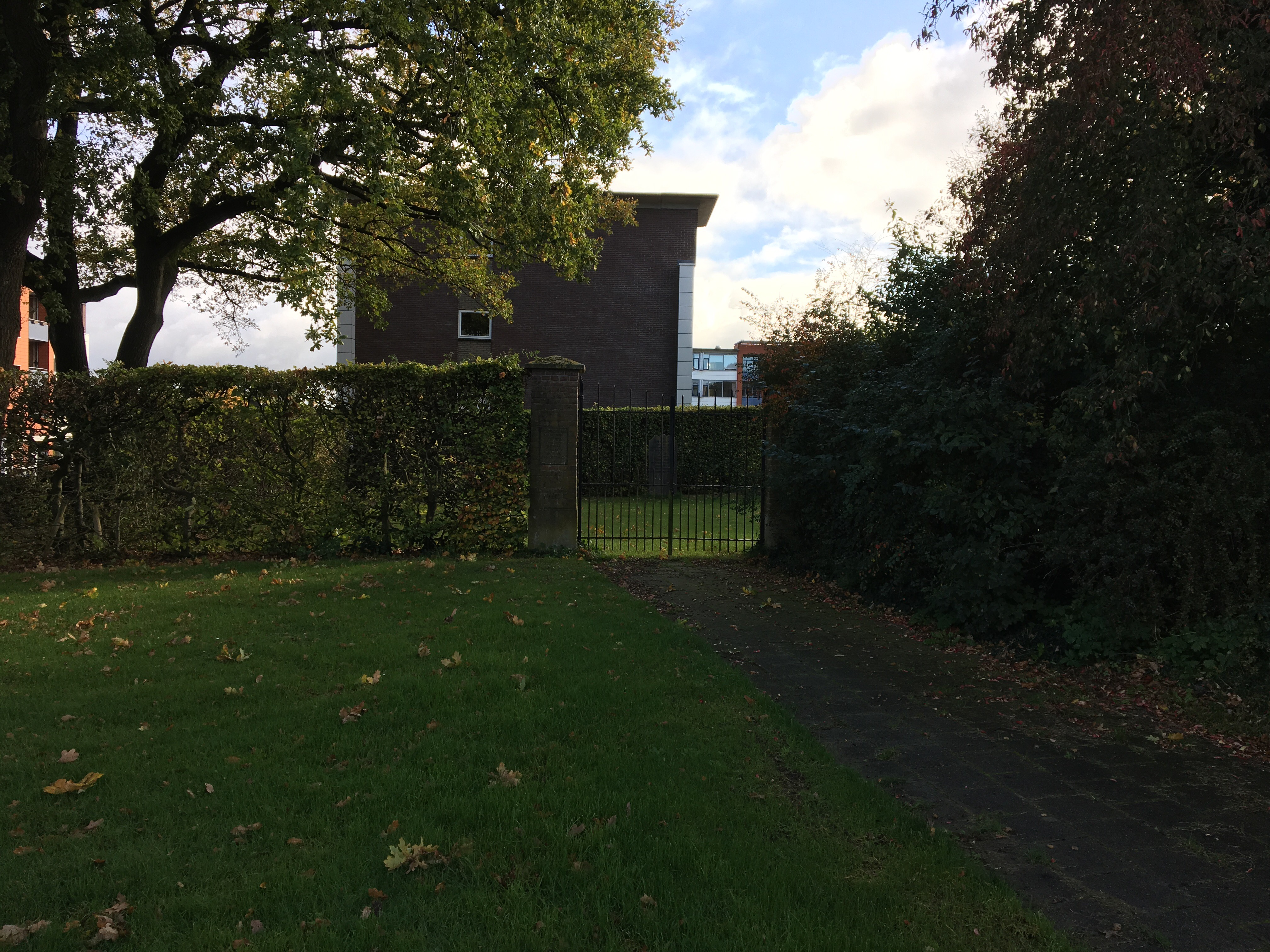
Hoofdpoort naar de begraafplaats.
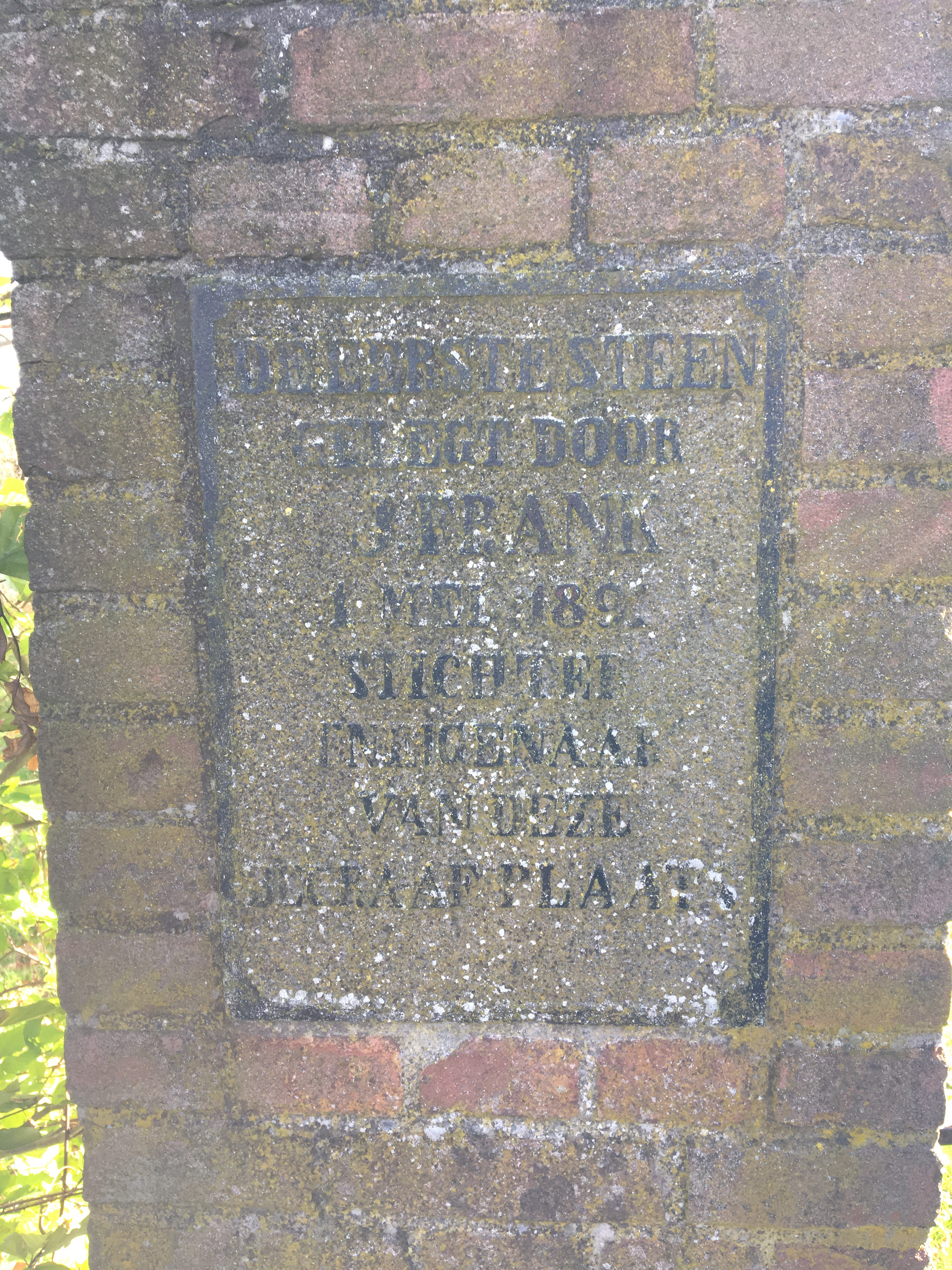
Opschrift linkerzuil: "De Eerste Steen Gelegd door J.Frank 1 Mei 1891 Stichter Eigenaar van deze Begraafplaats"
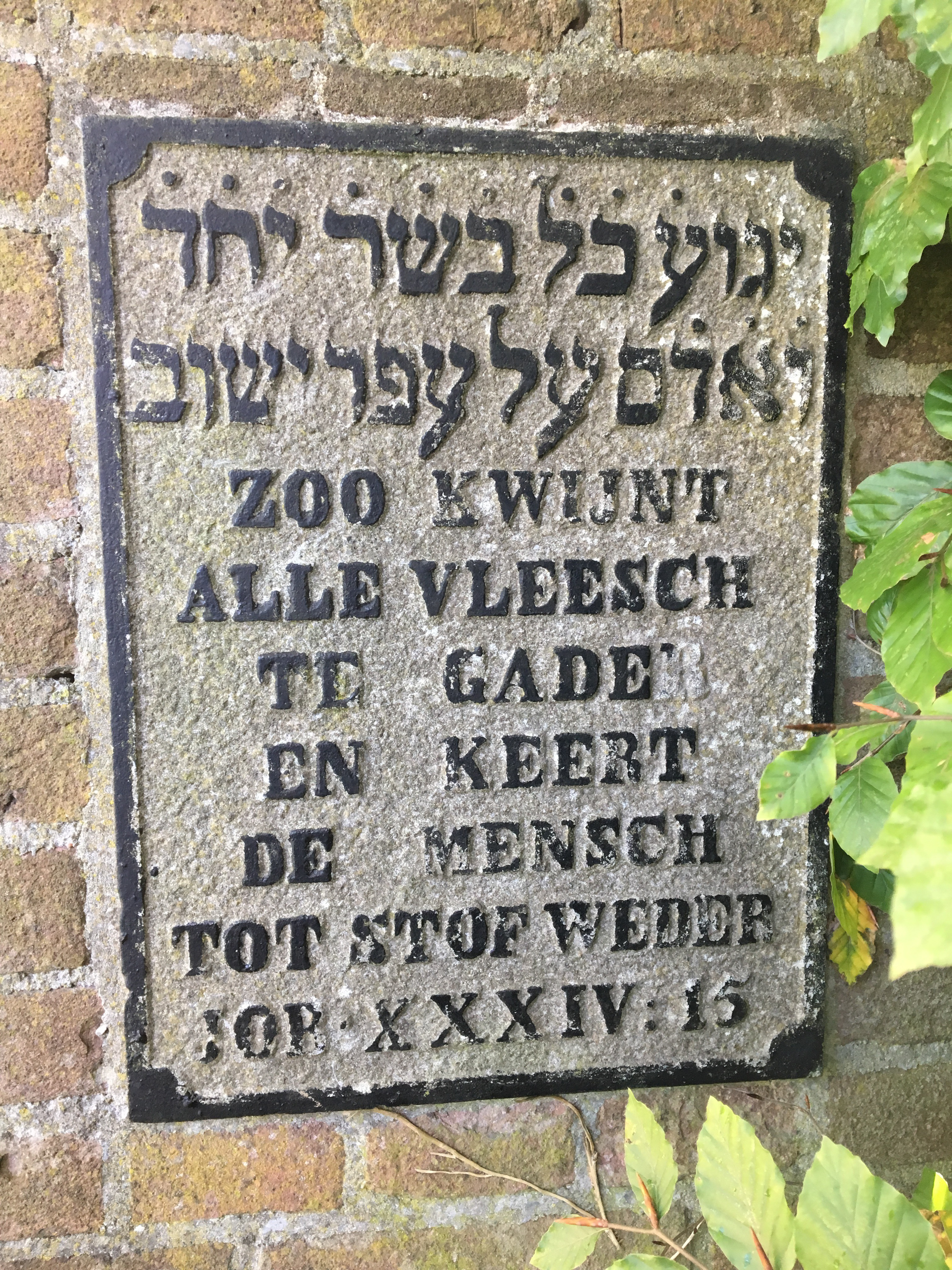
Opschrift rechterzuil: "Zoo kwijnt alle vleesch te gader en keert de mensch tot stof weder" (Job 34,15)